# Supajan
Jan Ritschard Pedersen med kunsternavnene Supajan og Supa (født 10. april 1982) er en dansk rapper fra København.
Han startede med at indspille numre, da han var 9 år sammen med en barndomsven, og er nu er forholdsvist stort navn i dansk undergrundsrap. Sammen med bl.a. Es fra Revoltage, indspillede han et mixtape med titlen Supajan Og Hans Gode Ven Esben Har Lavet Det Her Mixtape, og udsendte sit debutalbum Ditidol den 12. januar 2009. Han er desuden med en række øvrige danske rappere med i Kontra Crew.
Teksterne handler meget om samfundet, dets normer, og hans egen opfattelse af livet. Han behandler således f.eks. Muhammed-tegningerne i sangen "Hold Min Kæft", og om hvor svært det er ikke at sælge ud som hiphopper i Danmark. Endelig har han en række gæsteoptræder på en forskellige mixtapes, og har indspillet numre med andre danske rappere som f.eks. Humme, Revoltage, Per Vers, Kasper Spez og Bonus.

## Diskografi

### Egne udgivelser
- Supajan Og Hans Gode Ven Esben Har Lavet Det Her Mixtape (2007)
- Ditidol (2009)
- Det Nye Sort (2011)
- Feinschmecker (2018)

### Andres udgivelser
- Kaffe & Smøger Mixtape, to numre (2003)
- Æter Mixtape, fire numre (2005)
- Viva La GadeHiphop Mixtape, tre numre (2005)
- Mista Mat – Milepæl, ét nummer (2006)
- DJ Vtal og DJ Million – Spektakler, ét nummer (2006)
- Per Vers – Smells Like Team Spirit, ét nummer (2007)
- Royal Mudd – The Mixtape, ét nummer (2007)
- Revoltage – Kaos I Myldretiden, ét nummer (2007)
- MC Meller – Hjerteblod, ét nummer (2007)
- Marcus May – Babel, ét nummer (2008)
- Gør Det Grimt, to numre (2008)
- Babelrap – International Vol. 1, ét nummer (2008)
- Hjemmebrændt 2, ét nummer (2008)
- Grundstuff Mixtape, ét nummer
- Spytbakken 5, ét nummer